# Graniteville (Karolina Południowa)
Graniteville – jednostka osadnicza w Stanach Zjednoczonych, w stanie Karolina Południowa, w hrabstwie Aiken.